# Gunda Montelius
Göta Lilian Gunda Hellmouth Montelius, född Kvist den 15 mars 1926 i Bjuv i Malmöhus län, död den 15 april 2019 i Kvidinge i Skåne län, var en svensk konsthantverkare verksam som textilkonstnär.

## Biografi
Gunda Montelius var från 1945 gift med Olle Montelius och sedan 1965 gift med silversmeden Olle Hellmouth. Hon studerade konst för Gösta Sandberg. Tillsammans med sin förste make och Lennart Lindberg ställde hon ut i Ljungby och hon medverkade i ett flertal samlingsutställningar bland annat i Kullakonsts sommarutställning med formglad batik. Förutom textilslöjd arbetade hon även med framställning av smycken. Bland hennes offentliga arbeten märks triptyken med bilder ur Mose liv för Hampnäs folkhögskola. Hellmouth Montelius är gravsatt vid Krematoriet i Helsingborg.

## Teater

### Kostym
| År   | Produktion                                 | Upphovsmän                                                        | Regi             | Teater                   |
| ---- | ------------------------------------------ | ----------------------------------------------------------------- | ---------------- | ------------------------ |
| 1951 | Millionären från Peru Meine Nichte Susanne | Hans Adler och Alexander Steinbrecher Översättning Gunnar Rydgren | John Zacharias   | Helsingborgs stadsteater |
| 1952 | Elddonet Fyrtøiet                          | L. Thane                                                          | Ingrid Luterkort | Helsingborgs stadsteater |
| 1952 | Jungfruleken Les Bonnes                    | Jean Genet Översättning Eva Alexanderson                          | Ingrid Luterkort | Helsingborgs stadsteater |